# Ерньо Рубик
Вижте пояснителната страница за други личности с името Рубик.
Ерньо Рубик (на унгарски: Rubik Ernő) е унгарски изобретател, скулптор и професор по архитектура. Известен е предимно със своите игри – Кубчето на Рубик и Змията на Рубик.

## Биография
Роден е на 23 юли 1944 г. в Будапеща, Унгария, по време на Втората световна война. Баща му е бил авио-инженер в завода в Естергом, а майка му – поетеса. През 1967 г. завършва Техническия университет в Будапеща със специалността инженер-строител. Продължава обучението си като аспирант по скулптура и дизайн. През 1971 – 1975 г. работи като архитект, а след това се завръща в академията. През 1987 г. получава званието професор.
В началото на 80-те става редактор на списание за игри и главоблъсканици (на унгарски: És játék, „…и игри“). През 1983 г. основава свое собствено студио (на унгарски: Rubik Stúdió), което се занимава с дизайн на мебели и разработки на главоблъсканици. През 1990 съвместно с János Ginsztler основава унгарската техническа академия (на унгарски: Magyar Mérnöki Akadémia) и е неин председател до 1996 г. В академията е създаден международен фонд на Рубик за подпомагане на особено талантливи млади изобретатели.
Днес Ерньо Рубик участва в разработки на видеоигри, пише статии по архитектура и оглавява студио Рубик.